# تیجاسا
تیجاسا (انگلیسی: Taijasa)، وضعیت نورانی موجودی است که با رؤیا و مرحلهٔ اثیری ارتباط دارد، به عبارتی دیگر مرحله ای از خِرَد است که در تارهای رؤیا پیچیده شده‌است.

## مرتبهٔ نورانی
مرتبه دوم (dvitiyapadah) از مراتب چهار گانهٔ وجود که نورانی (Taijasa) است و قلمرو آن عالم رؤیا است (savpna sthana) از واقعیت‌های لطیف تمتع می‌گیرد و به واقعیت‌های درونی شاعر است.
این مرتبهٔ تیجاسا (تَی جَسه) مطابق با تأثراتی است که در ذهن نقش بسته‌اند. چون ذهن مانند نسجی که نقوش و رنگ‌های مختلف نقاشی را به خود گیرد، کلیهٔ ادراکات ناشی از مرتبه بیداری را در خود ضبط می‌کند و آن را در عالم رؤیا منعکس می‌سازد. و به این سبب است که این مرتبه را نورانی (Taijasa) می‌گویند.
ذهن در عالم رؤیا مانند چراغی است که بر ادراکات حسیه روشنائی می‌افکند و آنان را روی پرده ی پندار متجلی می‌سازد.

## برزخی بین دو جهان متمایز
تیجا سا جنبهٔ «جزئی» عالم مثال و رؤیا است، حال آن که جنبه کلی آنرا «هیرانیاگاربها» (Hiraṇyagarbha) به معنی هسته جهانی می‌نامند. عالم رؤیا برزخی است بین دو جهان متمایز، یعنی عالم بیداری و عالم رؤیای عمیق و پله وصول به مرتبهٔ توحید است.